# 高木浩之
高木 浩之（たかぎ ひろゆき、1972年10月14日 - ）は、愛知県稲沢市出身の元プロ野球選手（内野手）。野球解説者。右投左打。

## 経歴

### プロ入り前
1972年に愛知県で生まれる。享栄高等学校のエースとして1990年の第62回選抜高等学校野球大会に出場、1回戦（対福井商戦）で1試合2本塁打を記録するなど活躍した。チームは2回戦（ベスト16）で敗退したものの2回戦でも本塁打を放ち、選抜大会記録となる1大会3本塁打を放った。同年夏は愛知大会2回戦で中京高校と対戦し、稲葉篤紀に本塁打を打たれるなど打ち込まれて5-7で敗戦。
卒業後は駒澤大学へ進学した。大学の同期には本間満がいる。本間とはプロでもオールスター出場を同じポジションを争うことになる。甲子園での本塁打など高校時代に放った長打を買われて内野手として入学するも、2・3年時は投手として選手登録され、中継ぎを中心に通算31試合に登板、7勝5敗、防御率1.79の成績を残す。3年秋の明治神宮大会では決勝で先発し、同期エースの河原純一が締めて優勝。4年生では再び内野手登録となり、チームの主将として牽引した。1部リーグ通算64試合に出場、131打数33安打、打率.252、0本塁打、14打点。駒大では同期の本間や河原の他に、3学年先輩に若田部健一と竹下潤、2学年先輩に鶴田泰と田口昌徳、3学年後輩に高橋尚成がいた（竹下とはプロで再びチームメイトとなった）。
1994年度ドラフト会議にて西武ライオンズから4巡目指名を受けて入団。背番号は40。
このドラフトでは、プロ入り拒否宣言をしていた城島健司を強行指名したダイエーが、城島の入学予定先であった駒大から高木を3位指名する予定だったが、守備力を重視して打撃実績では高木を下回る本間満を指名した。

### 西武時代
1995年は開幕を二軍で迎えるも、同年6月17日の対日本ハムファイターズ戦（札幌市円山球場）の8回表に二塁手としてプロ初出場を果たした。しばらくは途中出場や先発出場してもレベルの違いから安打が出なかったが、同年9月15日の対近鉄バファローズ戦（藤井寺球場）でプロ初安打を放った。この年は19試合に出場した。
1996年には開幕一軍を掴み取り、開幕戦では「9番・二塁手」として先発出場した。次第に調子を上げると「9番・二塁手」の定位置を確保した。
1997年には初の100試合出場、打率.278で20犠打を記録するなど、細かい技術を駆使してチームに貢献した。
1998年には「7番・二塁手」として開幕を迎えるが打率.202と、同年6月4日の対日本ハムファイターズ戦（西武ドーム）でプロ初本塁打を記録したが、前年より調子を大幅に落とした。
1999年は引き続き二塁手として打率.265を記録した。同年のオールスターにも初出場を果たし、本拠地開催となった第2戦では佐々木主浩から安打を放った。翌年、背番号を4に変更。
2000年は再び調子を落として打率.165、出場試合数も61試合に留まり、二塁手のレギュラーを明け渡すことも多かった。
2001年も65試合の出場に終わったが、打率.286と前年より調子を上げ、再び二塁手のレギュラーを獲得する足固めを作った。
2002年は開幕から一貫して「9番・二塁手」に固定され、自己最多となる130試合に出場して規定打席に初めて到達したほか、得点圏打率.374（リーグ2位）、三振も僅か26と、前年までの不振を全て払拭して復活を印象づけたシーズンとなった。初のタイトルとなるベストナイン・ゴールデングラブ賞を獲得するなど、自己最高のシーズンとなった。日本シリーズでは指名打者を使えない第1、2戦を含む3試合で、「9番・二塁手」として先発起用された。
2003年も二塁手として116試合に出場、打率.257を記録した。四球が36個と増え、出塁率.322を記録した一方、三振も前年より減らして20個と、打撃面での安定感や確実性が改善された。
2004年は3年連続の100試合出場を達成した。この年に先発出場した試合は全て9番で起用され、他の打順は一度も無いという珍しい記録を残した。
2005年から右目の視力障害・右膝痛による離脱が目立ち、48試合の出場に留まったものの打率.326を記録してチームに貢献した。同年にFA権を取得したが、同年オフ、行使せずに西武へ残留することが決まった。
2006年は69試合に出場したが、若手の片岡易之と開幕から併用される状況が続いていたが、5月に入り打撃がやや湿りがちになっていたところで、片岡にレギュラーを奪われる。以降は片岡の控えや内野のバックアップに回る。二軍落ちも経験するものの、中盤から終盤にかけて打撃が復調したことから、数試合スタメンで起用されることもあった。最終的には打率.288で後半の打率は.340を記録し、レギュラーは奪われたものの、健在ぶりをアピールした。前年限りで髙木大成が引退したことに伴い、同年より新聞に表記される成績表などでは「高木」という表記となったが、スコアボード表示は「高木浩」、アナウンスは「たかぎひろゆき」、ユニフォームの背番号上のネームは「H.TAKAGI」と変わらなかった。
2007年5月17日の対千葉ロッテマリーンズ戦（西武ドーム）で4年ぶりの本塁打を放つも、右目視力障害の影響は拭えず、自己最小の出場試合数に終わった。同年10月1日の対オリックス・バファローズ戦（京セラドーム大阪）に「9番・二塁手」で先発出場し、史上424人目・西武では9人目となる通算1000試合出場を達成した。
2008年に視力障害の再発によって、一軍はおろかイースタン・リーグでも試合に十分出場することが出来ず、同年9月22日に現役引退を表明した。引退試合は同年9月28日に西武ドームで行われ、8回裏に代打（先頭打者・9番）で登場、二塁ゴロに終わった。9回表は慣れ親しんだ二塁の守備に就いたものの守備機会は巡ってこず、そのまま現役生活に別れを告げた。引退セレモニーでは西武での14年間を「悔いはありません」とコメントし、同期入団で同い年の西口文也（セレモニー開始時にLビジョンで流された高木の足跡を振り返るVTRの最後にメッセージを贈った。ちなみにその7年後、西口の引退セレモニーで最初に花束を贈ったのは高木だった）から花束を贈られた後、二塁の守備位置で行われた胴上げで4回宙を舞った。同年10月27日、西武の編成部アマチュア担当に就任すると発表された。

### 現役引退後
2009年から西武の編成部で勤務した後、2012年10月26日に翌シーズンから西武の二軍打撃コーチへ就任することが発表された。背番号は75。指導者として、現役引退から5シーズンぶりに現場へ復帰する。
2014年シーズンは当初、二軍野手総合兼打撃コーチだったが6月4日、監督の伊原春樹の休養と一軍打撃コーチの田辺徳雄の監督代行就任に伴い、一軍打撃コーチに昇格した。2015年シーズン以降は再び二軍野手総合コーチ（2016年から2018年は打撃コーチ兼任）を務める。2015年7月10日は二軍監督の潮崎哲也が体調不良で休養したため監督代行を務めた。
2020年シーズンは二軍内野守備・走塁コーチに配置転換された。2020年オフ、編成グループプロ担当への就任が発表された。
2022年からはライオンズアカデミーのコーチとして活動する傍ら、フジテレビTWOの野球解説者としても活動する。

## 選手としての特徴・人物
勝負強い打撃を誇り、犠打など小技を確実に決めるいぶし銀。また、堅実な守備も武器であった。現役時代は主に「9番・二塁手」として持ち前の粘り強さとガッツのあるプレーでチームに安心感を与え、幾度となく相手チームを苦しめた。

## 詳細情報

### 年度別打撃成績
| 年 度      | 球 団      | 試 合 | 打 席 | 打 数 | 得 点 | 安 打 | 二 塁 打 | 三 塁 打 | 本 塁 打 | 塁 打 | 打 点 | 盗 塁 | 盗 塁 死 | 犠 打 | 犠 飛 | 四 球 | 敬 遠 | 死 球 | 三 振 | 併 殺 打 | 打 率 | 出 塁 率 | 長 打 率 | O P S |
| ---------- | ---------- | ----- | ----- | ----- | ----- | ----- | -------- | -------- | -------- | ----- | ----- | ----- | -------- | ----- | ----- | ----- | ----- | ----- | ----- | -------- | ----- | -------- | -------- | ----- |
| 1995       | 西武       | 19    | 24    | 22    | 3     | 5     | 1        | 0        | 0        | 6     | 1     | 0     | 2        | 0     | 0     | 1     | 0     | 1     | 5     | 0        | .227  | .292     | .273     | .564  |
| 1996       | 西武       | 48    | 109   | 95    | 12    | 19    | 2        | 0        | 0        | 21    | 1     | 2     | 0        | 3     | 1     | 9     | 0     | 1     | 8     | 1        | .200  | .274     | .221     | .495  |
| 1997       | 西武       | 107   | 295   | 255   | 27    | 71    | 12       | 1        | 0        | 85    | 21    | 1     | 6        | 20    | 2     | 16    | 0     | 2     | 20    | 0        | .278  | .324     | .333     | .657  |
| 1998       | 西武       | 111   | 275   | 233   | 28    | 47    | 9        | 1        | 2        | 64    | 20    | 2     | 1        | 19    | 3     | 18    | 0     | 2     | 25    | 6        | .202  | .262     | .275     | .536  |
| 1999       | 西武       | 109   | 307   | 279   | 22    | 74    | 14       | 2        | 1        | 95    | 24    | 1     | 1        | 11    | 3     | 11    | 0     | 3     | 20    | 3        | .265  | .297     | .341     | .638  |
| 2000       | 西武       | 61    | 118   | 97    | 9     | 16    | 0        | 0        | 0        | 16    | 3     | 1     | 0        | 7     | 1     | 11    | 0     | 2     | 10    | 2        | .165  | .261     | .165     | .426  |
| 2001       | 西武       | 65    | 168   | 147   | 9     | 42    | 4        | 0        | 0        | 46    | 7     | 2     | 0        | 8     | 0     | 11    | 0     | 2     | 8     | 2        | .286  | .344     | .313     | .657  |
| 2002       | 西武       | 130   | 446   | 404   | 52    | 110   | 12       | 1        | 1        | 127   | 37    | 11    | 1        | 11    | 0     | 26    | 0     | 5     | 26    | 7        | .272  | .324     | .314     | .638  |
| 2003       | 西武       | 116   | 401   | 350   | 49    | 90    | 14       | 2        | 3        | 117   | 26    | 3     | 2        | 11    | 1     | 36    | 0     | 3     | 20    | 8        | .257  | .331     | .334     | .665  |
| 2004       | 西武       | 103   | 324   | 287   | 26    | 73    | 11       | 2        | 2        | 94    | 28    | 1     | 3        | 8     | 2     | 24    | 0     | 3     | 31    | 4        | .254  | .316     | .328     | .644  |
| 2005       | 西武       | 48    | 154   | 132   | 12    | 43    | 3        | 0        | 0        | 46    | 10    | 2     | 1        | 8     | 2     | 10    | 1     | 2     | 17    | 3        | .326  | .377     | .348     | .725  |
| 2006       | 西武       | 69    | 199   | 177   | 19    | 51    | 8        | 0        | 0        | 59    | 7     | 1     | 0        | 4     | 2     | 15    | 0     | 1     | 17    | 2        | .288  | .344     | .333     | .677  |
| 2007       | 西武       | 15    | 33    | 31    | 1     | 2     | 0        | 0        | 1        | 5     | 1     | 0     | 0        | 1     | 0     | 1     | 0     | 0     | 6     | 0        | .065  | .094     | .161     | .255  |
| 2008       | 西武       | 1     | 1     | 1     | 0     | 0     | 0        | 0        | 0        | 0     | 0     | 0     | 0        | 0     | 0     | 0     | 0     | 0     | 0     | 0        | .000  | .000     | .000     | .000  |
| 通算：14年 | 通算：14年 | 1002  | 2854  | 2510  | 269   | 643   | 90       | 9        | 10       | 781   | 186   | 27    | 17       | 111   | 17    | 189   | 1     | 27    | 213   | 38       | .256  | .313     | .311     | .624  |

### 年度別守備成績
| 年 度 | 球 団 | 二塁  | 二塁  | 二塁  | 二塁  | 二塁  | 二塁     | 三塁  | 三塁  | 三塁  | 三塁  | 三塁  | 三塁     | 遊撃  | 遊撃  | 遊撃  | 遊撃  | 遊撃  | 遊撃     | 外野  | 外野  | 外野  | 外野  | 外野  | 外野     |
| 年 度 | 球 団 | 試 合 | 刺 殺 | 補 殺 | 失 策 | 併 殺 | 守 備 率 | 試 合 | 刺 殺 | 補 殺 | 失 策 | 併 殺 | 守 備 率 | 試 合 | 刺 殺 | 補 殺 | 失 策 | 併 殺 | 守 備 率 | 試 合 | 刺 殺 | 補 殺 | 失 策 | 併 殺 | 守 備 率 |
| ----- | ----- | ----- | ----- | ----- | ----- | ----- | -------- | ----- | ----- | ----- | ----- | ----- | -------- | ----- | ----- | ----- | ----- | ----- | -------- | ----- | ----- | ----- | ----- | ----- | -------- |
| 1995  | 西武  | 16    | 16    | 13    | 0     | 2     | 1.000    | 1     | 0     | 0     | 0     | 0     | .---     | 2     | 1     | 1     | 0     | 0     | 1.000    | -     | -     | -     | -     | -     | -        |
| 1996  | 西武  | 42    | 63    | 71    | 3     | 13    | .978     | 8     | 3     | 0     | 0     | 0     | 1.000    | -     | -     | -     | -     | -     | -        | -     | -     | -     | -     | -     | -        |
| 1997  | 西武  | 92    | 153   | 210   | 4     | 42    | .989     | 28    | 3     | 8     | 1     | 1     | .917     | -     | -     | -     | -     | -     | -        | -     | -     | -     | -     | -     | -        |
| 1998  | 西武  | 104   | 149   | 187   | 5     | 40    | .985     | 9     | 1     | 0     | 1     | 0     | .500     | -     | -     | -     | -     | -     | -        | 5     | 2     | 0     | 0     | 0     | 1.000    |
| 1999  | 西武  | 98    | 146   | 209   | 6     | 39    | .983     | 4     | 2     | 3     | 1     | 0     | .833     | -     | -     | -     | -     | -     | -        | -     | -     | -     | -     | -     | -        |
| 2000  | 西武  | 60    | 80    | 79    | 2     | 18    | .988     | 1     | 0     | 0     | 0     | 0     | .---     | -     | -     | -     | -     | -     | -        | -     | -     | -     | -     | -     | -        |
| 2001  | 西武  | 59    | 100   | 111   | 2     | 21    | .991     | -     | -     | -     | -     | -     | -        | 1     | 1     | 2     | 0     | 1     | 1.000    | -     | -     | -     | -     | -     | -        |
| 2002  | 西武  | 125   | 238   | 330   | 9     | 57    | .984     | -     | -     | -     | -     | -     | -        | -     | -     | -     | -     | -     | -        | -     | -     | -     | -     | -     | -        |
| 2003  | 西武  | 113   | 179   | 294   | 7     | 55    | .985     | -     | -     | -     | -     | -     | -        | -     | -     | -     | -     | -     | -        | 4     | 3     | 0     | 0     | 0     | 1.000    |
| 2004  | 西武  | 99    | 159   | 246   | 8     | 37    | .981     | -     | -     | -     | -     | -     | -        | -     | -     | -     | -     | -     | -        | -     | -     | -     | -     | -     | -        |
| 2005  | 西武  | 45    | 74    | 105   | 1     | 23    | .994     | -     | -     | -     | -     | -     | -        | -     | -     | -     | -     | -     | -        | -     | -     | -     | -     | -     | -        |
| 2006  | 西武  | 50    | 87    | 132   | 8     | 27    | .965     | 2     | 1     | 1     | 0     | 0     | 1.000    | -     | -     | -     | -     | -     | -        | -     | -     | -     | -     | -     | -        |
| 2007  | 西武  | 11    | 13    | 15    | 0     | 3     | 1.000    | 2     | 1     | 2     | 0     | 0     | 1.000    | -     | -     | -     | -     | -     | -        | -     | -     | -     | -     | -     | -        |
| 2008  | 西武  | 1     | 0     | 0     | 0     | 0     | .---     | -     | -     | -     | -     | -     | -        | -     | -     | -     | -     | -     | -        | -     | -     | -     | -     | -     | -        |
| 通算  | 通算  | 915   | 1457  | 2002  | 55    | 377   | .984     | 55    | 11    | 14    | 3     | 1     | .893     | 3     | 2     | 3     | 0     | 1     | 1.000    | 9     | 5     | 0     | 0     | 0     | 1.000    |

- 太字年はゴールデングラブ賞受賞

### 表彰
- ベストナイン：1回（二塁手部門：2002年）
- ゴールデングラブ賞：1回（二塁手部門：2002年）

### 記録
初記録
- 初出場：1995年6月17日、対日本ハムファイターズ11回戦（札幌市円山球場）、8回表に二塁手として出場
- 初先発出場：1995年6月23日、対近鉄バファローズ10回戦（西武ライオンズ球場）、「9番・二塁手」として先発出場
- 初安打：1995年9月15日、対近鉄バファローズ23回戦（藤井寺球場）、9回表に入来智から
- 初打点：1995年9月28日、対千葉ロッテマリーンズ26回戦（西武ライオンズ球場）、5回裏に小宮山悟から
- 初盗塁：1996年5月2日、対日本ハムファイターズ5回戦（東京ドーム）、4回表に二盗（投手：岩本勉、捕手：田口昌徳）
- 初本塁打：1998年6月4日、対日本ハムファイターズ9回戦（西武ドーム）、2回裏に岩本勉から右越ソロ

節目の記録
- 1000試合出場：2007年10月1日、対オリックス・バファローズ24回戦（京セラドーム大阪）、「9番・二塁手」として先発出場 ※史上424人目

その他の記録
- オールスターゲーム出場：2回（1999年、2003年）

### 背番号
- 40（1995年[2] - 1999年）
- 4（2000年[3] - 2008年）
- 75（2013年[4] - 2020年）